# フョードル・イポリトビッチ・シチェルバツコイ
フョードル・イポリトビッチ・シチェルバツコイ、(英: Fyodor Shcherbatskoy、英: F. Th. Stcherbatsky 、ロシア語: Фёдор Ипполи́тович Щербатско́й、1866年10月1日 - 1942年3月12日）は、ロシアのインド学者。西洋における仏教および仏教哲学の研究機関の設立に貢献した。

## 生涯
1866年、ポーランドのキェルツェ（旧ロシア帝国領）生まれ。ツァールスコエ・セロー・リツェイ（ロシア皇帝アレクサンドル1世が1811年にサンクトペテルブルク郊外に設立した学校）で学び(1884年卒業)、サンクトペテルブルク大学歴史文献学部を1889年に卒業。イヴァン・ミナエフ、セルゲイ・オルデンブルクに師事。その後海外に派遣され、ウィーンにてゲオルク・ビューラーの下でインド詩文を、ボンにて ヘルマン・ヤコビの下で仏教哲学を学ぶ。1897年に、オルデンブルクとともに、稀少仏教テクストを収蔵した「佛教文庫」（Bibliotheca Buddhica）の出版を開始する。
インドおよびモンゴルへの旅行（ゲルク僧より学んだとされる。）を終えた彼は、1903年に「後期仏教教義の理論（Theory of Knowledge and Logic of the Doctrine of Later Buddhists）」第1巻（ロシア語）を刊行する（全2巻。1903-1909年刊）。1928年、サンクトペテルブルクに仏教文化研究所（Institute of Buddhist Culture）を設立。 「仏教における涅槃の概念（The Conception of Buddhist Nirvana）」（英語。1927年刊）は、西洋世界において評判となった。続いて出版した主著「仏教論理学（Buddhist Logic）」（全2巻。英語。1930-32年）は現代仏教学に大きな影響を及ぼした。
1942年、カザフスタンのボロボイ(Borovoye)にて死去。

## 業績・研究内容
母国での知名度は上がらなかったが、サンスクリット語やチベット語の分野では、ネルー（インド初代首相）やタゴール（ノーベル文学賞受賞）らからも称賛された。ブリタニカ百科事典（2004年版）では、彼のことを「西洋における仏教哲学の第一人者」と表現している。

## 文献
- 金岡秀友「フョードル・イッポリトウィチ・シチェルバトスコイ伝」『大乗仏教概論』(1957)
- Bapat, P. V. (1943), Fedore Ippolitorich Stcherbatsky, Annals of the Bhandarkar Oriental Research Institute 24 (3/4), 284-285 (要購読契約)
- Ruegg, D. Seyfort (1971, Dedication to Th. Stcherbatsky, Journal of Indian Philosophy 1 (3), 213-216 (要購読契約)